# Plotosus abbreviatus
Plotosus abbreviatus es una especie de peces de la familia Plotosidae en el orden de los Siluriformes.

## Distribución geográfica
Se encuentra en Pacífico occidental.